# Kristalltherme Ludwigsfelde
Die Kristall Wohlfühltherme Ludwigsfelde ist ein Thermalbad in Ludwigsfelde im Landkreis Teltow-Fläming bei Berlin.

## Ausstattung
Im April 2006 eröffnete die mittelfränkische Kristall Bäder AG das Kristall Schwimm- und Gesundheitscenter Ludwigsfelde, das aus einer großen Saunatherme und einem Sportbad besteht. Die Therme bietet im Innenbereich zwei unterschiedlich temperierte Thermalsolebecken, ein Natronbecken und ein Süßwasserbecken. Im Garten befinden sich zwei Außenbecken und vier Saunahütten. Eine Besonderheit ist das große 12 % Natur-Heil-Soleaußenbecken mit 36 °C, in dem man auf 75 m² schwerelos schweben kann wie im Toten Meer.
Im Innen- und Außenbereich der Therme stehen 13 Saunen sowie Hammams und Dampfbäder zur Verfügung, umrahmt von echten Palmen, Bananen- und Zitronenbäumen. Das 33 °C bis 36 °C warme Thermalsole-Heilwasser, Whirlpool, Unterwasser-Massageliegen, die tägliche kostenfreie Wassergymnastik und kostenpflichtige Massageangebote sind weitere Angebote der Therme.
Die Kristall Wohlfühltherme ist eine textilfreie Therme, das heißt, nicht nur die Saunen, auch die Thermenbecken, werden ohne Badebekleidung genutzt. Am Mittwoch ganztägig und sonntags bis 17:30 Uhr können auch Gäste, die nicht nackt schwimmen möchten, die Therme besuchen. Am Mittwoch und Sonntag kann in den Thermenbecken wahlweise mit und ohne Textilien geschwommen werden.
Im Thermenbereich sind ein Restaurant sowie eine Poolbar für die Verpflegung der Gäste vorhanden.
In einem separaten Sportschwimmbad, das von der Stadt Ludwigsfelde mitfinanziert wurde und von Schulen und Vereinen der Stadt genutzt wird, stehen ein Sportschwimmbecken und ein Eltern-Kind-Becken zur Verfügung. Hier wird immer in Badekleidung geschwommen.
Die Kristall Wohlfühltherme Ludwigsfelde ist die meistbesuchte Therme Brandenburgs, sie wurde 2016 von mehr als 700.000 Badegästen besucht.

## Lage
Die Therme befindet sich im Ostverbinder 10 am nördlichen Stadtrand von Ludwigsfelde, in der Nähe der Bundesautobahn 10 und der Bundesstraße 101.
Mit der Bahn ist die Wohlfühltherme innerhalb des Verkehrsverbundes Berlin-Brandenburg mit dem RE4/RE3 erreichbar, der im Halbstundentakt von Berlin verkehrt.